# Aérodrome de Madama
L'aérodrome de Madama est un aérodrome situé à Madama au Niger. 
Il est composé d'une piste en latérite, d'une longueur à l'origine de 1 300 mètres environ.
Des travaux du 25e régiment du génie de l'air, renforcé par le 17e régiment du génie parachutiste et le 19e régiment du génie ont permis la réfection de la piste à partir de novembre 2014 ; elle est prolongée jusqu'à une longueur de 1 800 mètres ; des installations aéronautiques sommaires sont ajoutées : bretelle, deux parkings pour aéronefs et plots de stationnement pour hélicoptères.
Des avions de transport tactique peuvent s'y poser depuis le 4 décembre 2014, jour de la sainte Barbe, fête des sapeurs.

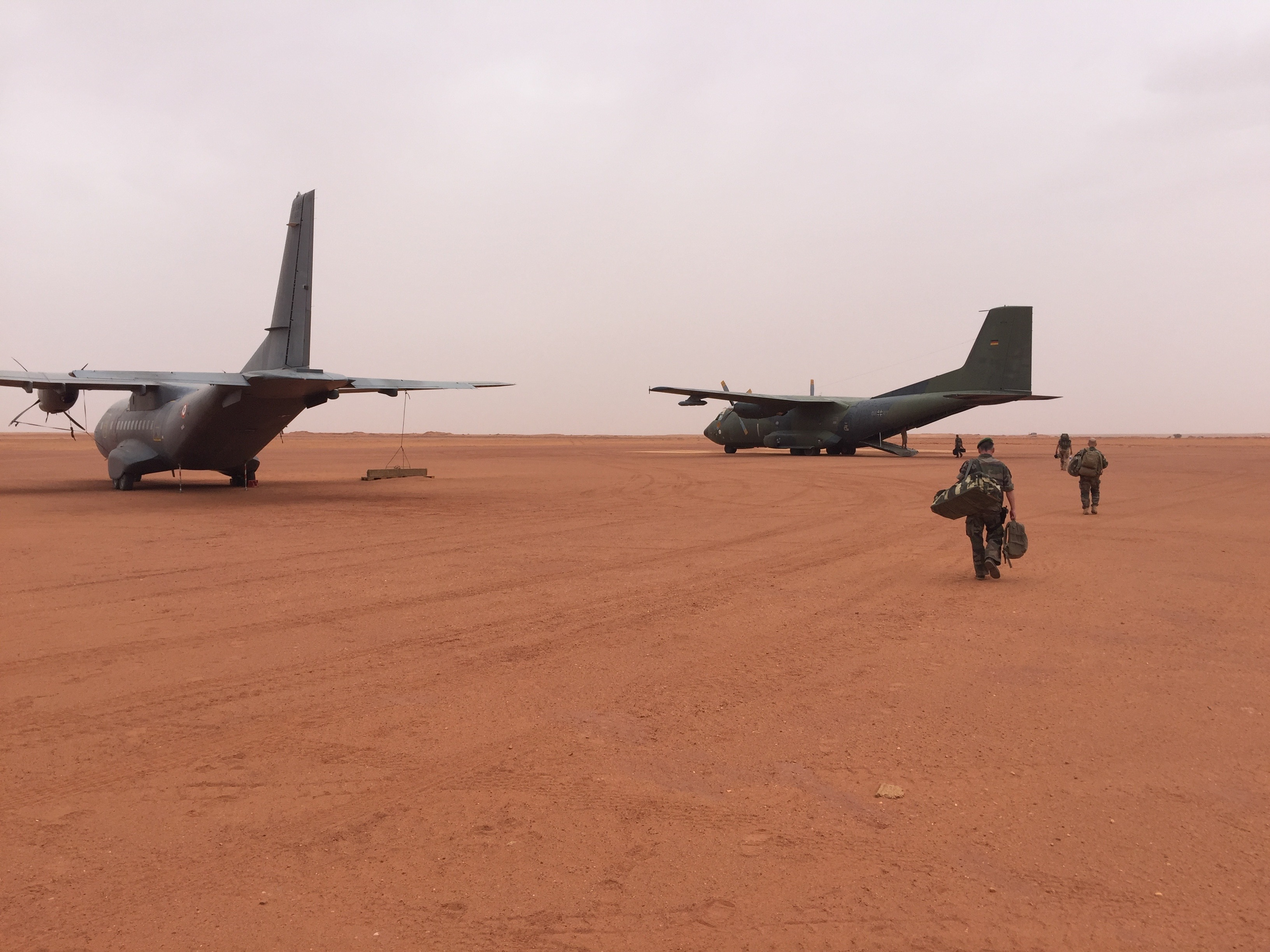
Transall allemand à côté d'une CASA français à Madama, Juin 2017

## Situation
| \| 100 km1:21 840 000 \|Arlit Diffa Niamey Dirkou Dogondoutchi Gaya Gouré Iférouane La Tapoa Maïné-Soroa Agadez Maradi Tahoua Tanout Tessaoua Tillabéri Zinder BA 101 BA 201 Madama |
| 100 km1:21 840 000 |